# 梅迪納鎮區 (密歇根州)
梅迪納鎮區（英語：Medina Township）是位於美國密歇根州萊納維縣的一個行政鎮區。

## 地方資料
梅迪納鎮區的面積為123.36平方千米，當中陸地面積為123.13平方千米，而水域面積為0.23平方千米。根據2020年美國人口普查的數據，當地共有人口1115人，而人口密度為每平方千米9.04人。